# Apalone
Apalone is een geslacht van schildpadden uit de familie weekschildpadden (Trionychidae). 

## Naam en indeling
De verschillende soorten worden wel drieklauw(schildpad) genoemd, maar dat geldt ook voor soorten uit andere geslachten zoals Nilssonia en Pelodiscus. 
De wetenschappelijke naam van de groep werd voor het eerst voorgesteld door Constantine Samuel Rafinesque-Schmaltz in 1832. De schildpadden werden eerder aan andere geslachten toegekend, zoals drieklauwen (Trionyx), Amyda en echte landschildpadden (Testudo). Er zijn drie soorten, de voormalige soort Apalone ater wordt tegenwoordig gezien als een ondersoort van de doornrandweekschildpad (Apalone spinifera, onder de naam Apalone spinifera atra). 
De geslachtsnaam Apalone slaat op het zachte schild, het is afgeleid van het Griekse woord 'apalos' (ἁπαλός) dat vrij vertaald 'zacht' betekent.
De oudste fossielen van schildpadden uit dit geslacht hebben een leeftijd van 84,9 miljoen jaar , fossielen zijn onder andere gevonden in Costa Rica.

## Uiterlijke kenmerken
De schildpadden zijn gemakkelijk van andere soorten in de natuurlijke habitat te onderscheiden omdat ze de enige weekschildpadden zijn. Ze hebben een flexibel rugschild zonder duidelijke hoornplaten waardoor ze beter kunnen zwemmen. Een nadeel is dat alle soorten op het land zeer kwetsbaar zijn voor bijvoorbeeld roofvogels. De soorten hebben een zeer aquatische levenswijze en komen niet op het land om te zonnen zoals veel soorten schildpadden.  De schildlengtes zijn niet zo groot, ongeveer veertig tot vlijtig centimeter, alleen de woeste drieklauw bereikt soms 60 cm.
Alle soorten hebben een rond schild, een lange nek en een sterk verlengde neuspunt die als een snorkel dient. Aan de voorzijde van het schild zijn vaak enkele bultjes aanwezig. Een scharnierend deel aan het schild ontbreekt. De poten dragen goed ontwikkelde zwemvliezen. 
De kleur van de huid is bruin tot grijs en hangt vaak van de ondergrond waarop de dieren leven. Het schild is vaak lichter van kleur. Er is een sterke seksuele dimorfie. De vrouwtjes worden aanzienlijk langer dan de mannetjes en kunnen tot twee keer zo groot worden. 

## Verspreiding en habitat
Het geslacht telt drie soorten die allemaal in Noord-Amerika leven, in tegenstelling tot alle andere weekschildpadden die in Azië en Afrika voorkomen. Twee soorten leven in de Verenigde Staten, alleen de wijdverspreide doornrandweekschildpad komt voor van Canada tot in Mexico.
De habitat bestaat uit zowel stromende als stilstaande grotere wateren zoals hoefijzermeren, rivieren en rivierarmen. De ondergrond kan zowel uit modder, zand als grind bestaan. De schildpad kan lang onder water blijven, zelfs twee dagen in kouder water, omdat de het dier gebruikt maakt van cloacale ademhaling. Hierbij wordt water in en uit de cloaca gepompt waarbij zuurstof wordt onttrokken. 

## Beschermingsstatus
Door de internationale natuurbeschermingsorganisatie IUCN is aan alle soorten een beschermingsstatus toegewezen. De schildpadden worden beschouwd als 'veilig' (Least Concern of LC).

## Soorten
Het geslacht omvat de volgende soorten, met de auteur en het verspreidingsgebied.
| Naam                                       | Auteur          | Ondersoorten | Verspreidingsgebied | Afbeelding |
| ------------------------------------------ | --------------- | ------------ | --- | ---------- |
| Woeste drieklauw (Apalone ferox)           | Schneider, 1783 | 0            | Verenigde Staten (South Carolina, Georgia, Florida, Alabama) |            |
| Gladranddrieklauw (Apalone mutica)         | LeSueur, 1827   | 2            | Verenigde Staten (Ohio, Minnesota, North Dakota, South Dakota, Nebraska, Kansas, Oklahoma, Texas, Mississippi, Missouri, Iowa, Arkansas, Louisiana, Illinois, Wisconsin, Indiana, Kentucky, Tennessee, Virginia, Alabama, Florida, New Mexico, waarschijnlijk uitgestorven in Pennsylvania) |            |
| Doornrandweekschildpad (Apalone spinifera) | Le Sueur, 1827  | 6            | Verenigde Staten (Vermont, New York, Pennsylvania, West Virginia, Michigan, Minnesota, Ohio, Indiana, Kansas, Oklahoma, Kentucky, Nebraska, Tennessee, North Carolina, South Carolina, Georgia, Alabama, Mississippi, Florida, Wisconsin, Illinois, Minnesota, Iowa, Missouri, Arkansas, Texas, Louisiana, New Mexico, Arizona, Californië, Nevada, Utah, Montana, South Dakota, North Dakota, New Jersey, Colorado), Canada (Ontario, Quebec), Mexico (Tamaulipas, Nuevo León, Coahuila de Zaragoza, San Luis Potosí, Chihuahua, Baja California, Morelos, Jalisco, Puebla, Guerrero, Sonora) |            |